# جون كورت
جون كورت (بالإنجليزية: Jon Court)‏ هو فارس أمريكي، ولد في 23 نوفمبر 1960 في غينزفيل في الولايات المتحدة.